# Черни връх
Вижте пояснителната страница за други значения на Черни връх.
Черни връх (2290 m) е най-високата точка на Витоша. Намира се в местността „Лепая“ от землището на село Чуйпетлово, община Перник, област Перник.

## Местоположение
Надморската му височина е 2290 m, което нарежда Витоша на четвърто място по височина сред българските планини – след Рила (връх Мусала – 2925 m), Пирин (връх Вихрен – 2914 m) и Стара планина (връх Ботев – 2376 m).
На върха има метеорологична станция, построена през 1935 г. – малко след обявяването на Витоша за народен парк, първият такъв на Балканския полуостров. В станцията има малка туристическа чайна, както и пост на Планинската спасителна служба (ПСС).
От върха се разкрива невероятна гледка към Софийското поле, Стара планина и Рила.

## Климат
При средногодишна скорост на вятъра от 9,3 m/s Черни връх е вторият най-ветровит връх в България след връх Мургаш (10,3 m/s).
Средната продължителност на слънчевото греене на Черни връх през годината е, както следва:
| местност   | месечно | месечно | месечно | месечно | месечно | месечно | месечно | месечно | месечно | месечно | месечно | месечно | годишно |
| местност   | I       | II      | III     | IV      | V       | VI      | VII     | VIII    | IX      | X       | XI      | XII     | годишно |
| Черни връх | 87      | 87      | 116     | 132     | 161     | 204     | 264     | 271     | 209     | 160     | 94      | 81      | 1866    |

## Туризъм
- Черни връх е сред Стоте национални туристически обекта на Българския туристически съюз и сред десетте планински първенеца. Печати има в туристическата чайна при метеорологичната наблюдателница на върха и в хижа „Алеко“.
- Черни връх има специално място в историята на българското туристическо движение. Именно неговото изкачване, проведено на 27 август 1895 г. по инициатива на писателя Алеко Константинов, се смята за рождена дата на организирания туризъм и на Българския туристически съюз (БТС).
- Всяка година на тази дата стотици туристи изкачват върха. По името на писателя и неговия псевдоним – Щастливеца, са именувани хижата и близкия до нея хотел (сега разрушен).

### Маршрути
Най-близките до върха хижи са х. „Алеко“ (1810 m н.в, 3 km посока север-североизток, връзка до София с автобус и лифт) и хижа „Кумата“ (1725 m н.в., 5,5 km посока северозапад). В подножието на върха започва ски-писта, отвеждаща до х. „Алеко“, където има обособен ски-център.

## Други
На Черни връх е наречен булевард в София (Карта).